# سفارة جمهورية الدومينيكان في الولايات المتحدة
سفارة جمهورية الدومينيكان في الولايات المتحدة هي أرفع تمثيل دبلوماسي لدولة جمهورية الدومينيكان لدى الولايات المتحدة. تقع السفارة في شمال غربي واشنطن العاصمة وهي تهدف لتعزيز المصالح الدومينيكانية في الولايات المتحدة.

## وصلات خارجية
- قائمة سفارات جمهورية الدومينيكان
- قائمة السفارات في الولايات المتحدة